# Küssen und andere lebenswichtige Dinge
Küssen und andere lebenswichtige Dinge (Originaltitel Happiness for Beginners) ist ein US-amerikanischer Spielfilm aus dem Jahr 2023 von Regisseurin Vicky Wight mit Ellie Kemper und Luke Grimes. Das Drehbuch basiert auf dem gleichnamigen Roman von Katherine Center. Die romantische Komödie wurde am 27. Juli 2023 auf Netflix veröffentlicht.

## Handlung
Helen Carpenter ist eine Englischlehrerin aus Pittsburgh, gemeinsam mit ihrem Bruder Duncan ist sie bei deren Großmutter Gigi aufgewachsen. Die Ehe von Helen und ihrem Ex-Mann Mike wurde nach rund einem Trennungsjahr geschieden. Helen ist mit ihrer aktuellen Lebenssituation nicht wirklich glücklich. Und obwohl sie eigentlich Risiken scheut, beschließt sie einen Neustart und nimmt an einer Fernwanderung mit leichten Survival-Elementen auf dem Appalachian Trail zusammen mit einer kleinen Gruppe unter der Leitung von Beckett teil.
Unter den Teilnehmenden befindet sich neben Windy, Hugh, Mason, Sue und Kaylee auch Jake, ein Freund von Helens Bruder Duncan. Helen möchte zunächst eigentlich keinen Kontakt zu Jake und ihre Bekanntschaft gegenüber der Gruppe geheim halten. Jake war als Arzt tätig, hat seine Tätigkeit aber aufgegeben und möchte nun Wale beobachten. Windy gesteht Helen, dass sie ein Auge auf Jake geworfen hat. Helen dagegen missbilligt dessen abenteuerlichen Lebensstil.
Im Laufe der Wanderung kommen sich Jake und Helen näher, nicht zuletzt weil sie ihn um medizinische Hilfe bittet. Gegenüber Helen hatte Jake behauptet, sich schon vor längerer Zeit für die Wanderung angemeldet zu haben, ohne zu wissen, dass Helen ebenfalls teilnimmt. Von Hugh erfährt sie allerdings, dass sich Jake erst kurz vor dem Start angemeldet hat. Das Interesse von Windy an Jake macht Helen eifersüchtig.
Eines Nachts erzählt Helen Jake, dass sie im Alter von sechs Jahren ihren jüngeren Bruder Nathan verloren hatte. Während sie im Haus bleiben wollte, wollte Nathan im Hafen Boote bewundern. Nathan ging daraufhin alleine nach draußen, bald darauf wurde er tot aufgefunden. Helen macht sich seitdem Vorwürfe. Helens anderer Bruder, Duncan, war häufig krank. Deren Mutter war nach dem Tod von Nathan nicht in der Lage, sich um ihn zu kümmern. Ihr Vater ließ sich scheiden und verließ die Familie, die Mutter ließ Helen und Duncan bei deren Großmutter Gigi zurück.
Nachdem sich Jake im Finstern im Wald verirrt, kommt Helen um ihn zu suchen. Jake gesteht ihr, dass ihn ein zunehmender Verlust seiner Sehkraft dazu zwingt, seine Tätigkeit als Arzt zu beenden. Nachdem Mason gegenüber Helen bei der Abschlussfeier erwähnt, dass Jake zu Hause eine andere Frau hat, verlässt sie die Feier frühzeitig. Wieder zuhause taucht Jake auf einer Party von Gigi auf und gesteht Helen, dass er schon lange ihr Freund sein wollte und die beiden küssen sich.

## Synchronisation
Die deutsche Synchronisation übernahm die FFS Film- & Fernseh-Synchron. Das Dialogbuch schrieb Nana Spier, der auch Dialogregie führte.
| Rolle   | Darsteller         | Synchronsprecher     |
| ------- | ------------------ | -------------------- |
| Helen   | Ellie Kemper       | Marie Bierstedt      |
| Jake    | Luke Grimes        | Jesco Wirthgen       |
| Hugh    | Nico Santos        | Roland Wolf          |
| Beckett | Ben Cook           | Hannes Maurer        |
| Duncan  | Alexander Koch     | Tim Knauer           |
| Gigi    | Blythe Danner      | Frauke Poolman       |
| Kaylee  | Gus Birney         | Gabrielle Pietermann |
| Lulu    | Mary Neely         | Patrizia Carlucci    |
| Mason   | Esteban Benito     | Roman Wolko          |
| Mike    | Aaron Roman Weiner | Ulrich Blöcher       |
| Sue     | Julia Shiplett     | Runa Aléon           |
| Windy   | Shayvawn Webster   | Giovanna Winterfeldt |

## Produktion und Hintergrund
Der Film wurde von Countless Hours und Quiver Entertainment produziert, als Produzenten fungierten Geoff Linville, Berry Meyerowitz und Regisseurin und Drehbuchautorin Vicky Wight und als Executive Producer Katherine Center, Jeff Sackman und Larry Greenberg.
Die Dreharbeiten fanden von September bis November 2021 in Stamford im US-Bundesstaat Connecticut statt. Die Kamera führte Daniel Vecchione, die Musik schrieb Sherry Chung, die Montage verantwortete Suzanne Spangler und das Casting Rori Bergman. Das Set-Design gestaltete Diz Jeppe und das Kostümdesign Deirdra Elizabeth Govan.

## Rezeption

### Kritiken
Lisa Borch bezeichnete den Film auf popkultur.de als „bezaubernde Sommer-Romantikkomödie, die perfekt für gemütliche Abende geeignet ist“.
Oliver Armknecht bewertete den Film auf film-rezensionen.de mit sechs von zehn Punkten. Die Liebesgeschichte kombiniere überzeichnete Figuren und nachdenkliche Momente. Das sei teilweise zwar arg auf Nummer sicher gemacht, aber irgendwie doch ganz schön.

### Abrufzahlen
Im Ranking von digital i belegte der Film im August 2023 mit einer Average Audience von rund 634.000 Haushalten in Deutschland Platz 12.